# مدیریت دارایی سیندا چین
مدیریت دارایی سیندا چین (انگلیسی: China Cinda Asset Management) شرکت دولتی خدمات مالی چینی است، که در سال ۱۹۹۹ تأسیس شد.